# Niall Keown
Niall Martin Keown (Oxford, 5 aprile 1995) è un ex calciatore irlandese, di ruolo difensore.

## Biografia
È il figlio di Martin Keown, a sua volta calciatore.

## Carriera

### Club
Cresciuto nel settore giovanile del Reading, ha esordito in prima squadra il 10 marzo 2015, nella partita di Championship vinta per 2-1 contro il Brighton. Il 24 gennaio 2017 passa in prestito al Partick Thistle, che il 1º luglio lo acquista a titolo definitivo, firmando un biennale con il club scozzese.

### Nazionale
Di origini irlandesi, ha esordito con l'under-21 il 24 marzo 2016, nella partita di qualificazione all'Europeo 2017 perso per 1-4 contro l'Italia.

## Statistiche

### Presenze e reti nei club
Statistiche aggiornate al 29 dicembre 2018.
| Stagione               | Squadra                | Campionato             | Campionato | Campionato | Coppe nazionali | Coppe nazionali | Coppe nazionali | Coppe continentali | Coppe continentali | Coppe continentali | Altre coppe | Altre coppe | Altre coppe | Totale | Totale | Totale |
| Stagione               | Squadra                | Comp                   | Pres       | Reti       | Comp            | Pres            | Reti            | Comp               | Pres               | Reti               | Comp        | Pres        | Reti        | Pres   | Reti   |        |
| ---------------------- | ---------------------- | ---------------------- | ---------- | ---------- | --------------- | --------------- | --------------- | ------------------ | ------------------ | ------------------ | ----------- | ----------- | ----------- | ------ | ------ | ------ |
| 2014-2015              | Reading                | FLC                    | 2          | 0          | FACup+CdL       | 0+0             | 0               | -                  | -                  | -                  | -           | -           | -           | 2      | 0      |        |
| gen.-giu. 2017         | Partick Thistle        | SP                     | 14         | 0          | CS+CdL          | 2+0             | 0               | -                  | -                  | -                  | -           | -           | -           | 16     | 0      |        |
| 2017-2018              | Partick Thistle        | SP                     | 28+2       | 2          | CS+CdL          | 1+2             | 0               | -                  | -                  | -                  | -           | -           | -           | 33     | 2      |        |
| 2018-2019              | Partick Thistle        | SC                     | 13         | 0          | CS+CdL          | 1+1             | 0               | -                  | -                  | -                  | SCC         | 1           | 0           | 16     | 0      |        |
| Totale Partick Thistle | Totale Partick Thistle | Totale Partick Thistle | 55+2       | 2          |                 | 6               | 0               |                    | -                  | -                  |             | 1           | 0           | 64     | 2      |        |
| Totale carriera        | Totale carriera        | Totale carriera        | 57+2       | 2          |                 | 6               | 0               |                    | -                  | -                  |             | 1           | 0           | 66     | 2      |        |